# 芒剪股颖
芒剪股颖（学名：Agrostis trinii）为禾本科剪股颖属下的一个种。